# Municipio de Garrison (Misuri)
El municipio de Garrison (en inglés: Garrison Township) es un municipio ubicado en el condado de Christian en el estado estadounidense de Misuri. En el año 2010 tenía una población de 197 habitantes y una densidad poblacional de 2,18 personas por km².

## Geografía
El municipio de Garrison se encuentra ubicado en las coordenadas 36°51′11″N 93°0′54″O / 36.85306, -93.01500. Según la Oficina del Censo de los Estados Unidos, el municipio tiene una superficie total de 90.4 km², de la cual 90,36 km² corresponden a tierra firme y (0,04 %) 0,04 km² es agua.

## Demografía
Según el censo de 2010, había 197 personas residiendo en el municipio de Garrison. La densidad de población era de 2,18 hab./km². De los 197 habitantes, el municipio de Garrison estaba compuesto por el 97,97 % blancos, el 0,51 % eran amerindios, el 0,51 % eran asiáticos, el 0,51 % eran de otras razas y el 0,51 % eran de una mezcla de razas. Del total de la población el 0,51 % eran hispanos o latinos de cualquier raza.